# Bernat Cormand Rifà
Bernat Cormand Rifà (Barcelona, 29 de novembre del 1973 - 20 de juny del 2021) va ser un filòleg, escriptor, il·lustrador i crític literari català. Fill de la també il·lustradora Fina Rifà. Va ser el director de la revista Faristol, especialitzada en literatura infantil i juvenil, i feia crítica de LIJ per al diari Ara.Va centrar la seva obra en visibilitzar la temàtica LGTBIQ+ en la literatura infantil i juvenil. Era professor associat al departament de Traducció i Ciències del Llenguatge a la Universitat Pompeu Fabra.
Màster en Literatura Comparada per la Universitat Autònoma de Barcelona. Va fer el TFM sobre la concepció lírica del sentiment homosexual en la poesia amorosa de C. P. Kavafis, Luis Cernuda i Jaime Gil de Biedma. Va iniciar la formació artística fent escultura, dibuix i il·lustració, i va treballar per a algunes editorials coordinant col·leccions de novel·la i assaig.
Formava part del jurat del Premi Lazarillo en la categoria d’àlbum infantil. El 2016 va fer una estada de dos mesos a la residència d’artistes Spark Box Studio (Ontario, Canadà) per treballar en un projecte de llibre il·lustrat. El 2019, gràcies a la beca Montserrat Roig (Ajuntament de Barcelona) va escriure la novel·la juvenil El cap als núvols (2021) en un espai de la Fundació Joan Miró. El 2022 se'n va publicar la traducció al castellà, amb el títol En las nubes).
Pòstumament, s'ha publicat Lluny (2022), il·lustrat pel seu germà Martí Cormand.